# びゅうプラザ

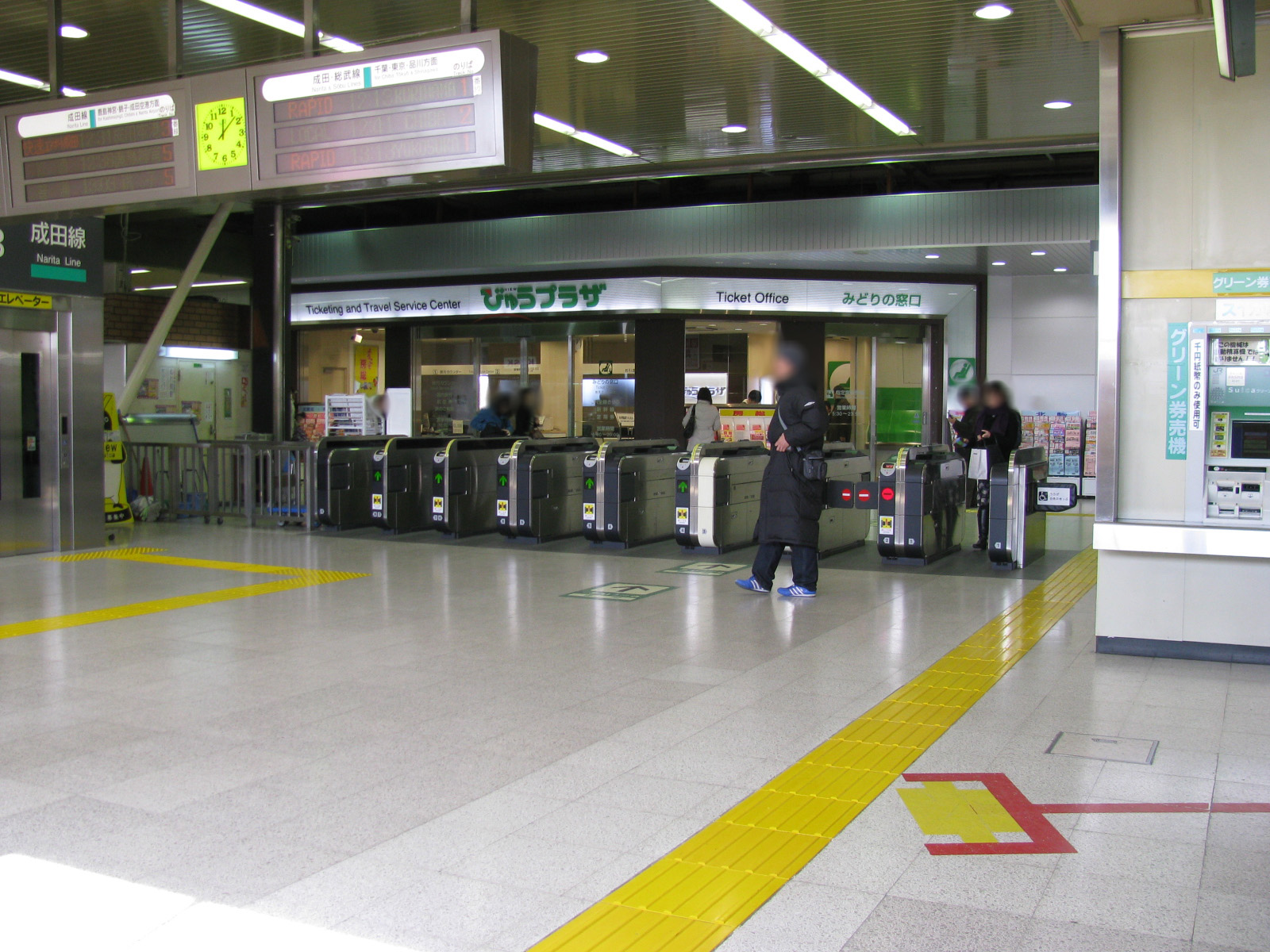
成田駅改札口とびゅうプラザ（2018年8月31日閉店）

びゅうプラザは、かつて東日本旅客鉄道（JR東日本）が運営していた旅行センター（旅行業営業所）である。2022年2月末までに全店舗が閉鎖された。旅行商品はインターネット販売主体に切り替え、2021年冬から2022年春にかけて観光情報発信および各種旅行相談窓口として「JR東日本 駅たびコンシェルジュ」を順次開業した。

## 歴史
JR東日本の社員が勤務する駅と駅構内の「びゅうプラザ」は、同じ「駅」にあっても責任者が異なっていた。
駅は駅長が管理者であり、びゅうプラザには所長が配置されていた。
組織改編として2005年にスタートした中期経営構想に基いて、2007年4月1日に「びゅうプラザ」の所長を廃止のうえ駅長の管理下に置いた。
これに伴い、所長担当の助役職を新設している。
同時に営業形態や取扱い商品の見直しが行われ、一部店舗においては海外旅行の取扱い廃止や派出所化が実施された。
2007年、八王子駅を皮切りに首都圏を中心とした一部駅では、既存のびゅうプラザとみどりの窓口を統合した新拠点「びゅうプラザ」となり、みどりの窓口と旅行カウンター（旧びゅうプラザ）が同一フロアに併存する構成となった。

### 社員採用
1990年代以降、びゅうプラザ（旅行カウンター）での就業を前提とした「グリーンスタッフ制度（有期雇用の契約社員）」による採用が開始された。
管理者や他部門から転籍したJR東日本の正社員を除き、ほとんどの窓口業務はグリーンスタッフによって運営されるようになった。
グリーンスタッフ枠自体は「びゅうプラザ」の旅行カウンターで勤務するのが前提で「旅行業の経験者向け」に設けられた採用形態であったが、2007年春からは首都圏エリアに限り非正規雇用（契約社員）の事務職（駅係員）としての採用・勤務を前提にした現業職や、契約社員ながら新卒の募集も行われるようになった。
その後2017年度に入り、グリーンスタッフの採用は休止されている。

### 運営移管と閉鎖
駅・窓口業務の業務委託化や早朝夜間の運営を取りやめる合理化をすすめるなかで、JR東日本は旅行カウンターの運営を関連会社の「びゅうトラベルサービス」へ移管する方向性を固めた。
2014年12月から移管が進むにつれて「びゅうプラザ」の旅行カウンターはJR東日本の社員が勤務する店舗と、「びゅうトラベルサービス」が運営する店舗が共存するようになったが、6年後の2020年4月に全店舗の移管が完了した。
全盛期には最大で180支店を有したが、旅行商品のオンライン利用者が大幅に増加するにつれて来店客は大幅に減少していたという。
合理化を理由に2010年代に入ると大幅に店舗を削減しながら、一方でびゅうトラベルサービスに一旦は移管して数年後に閉鎖している店舗が見受けられる。
最終的には2022年3月末までに全店舗を閉鎖、25カ所程度を旅行商品を販売しない訪日客対応などの顧客接点型拠点に転換すると報道された。さらにその後、2022年2月末までに全店舗を閉鎖する予定が発表された。

## 概要

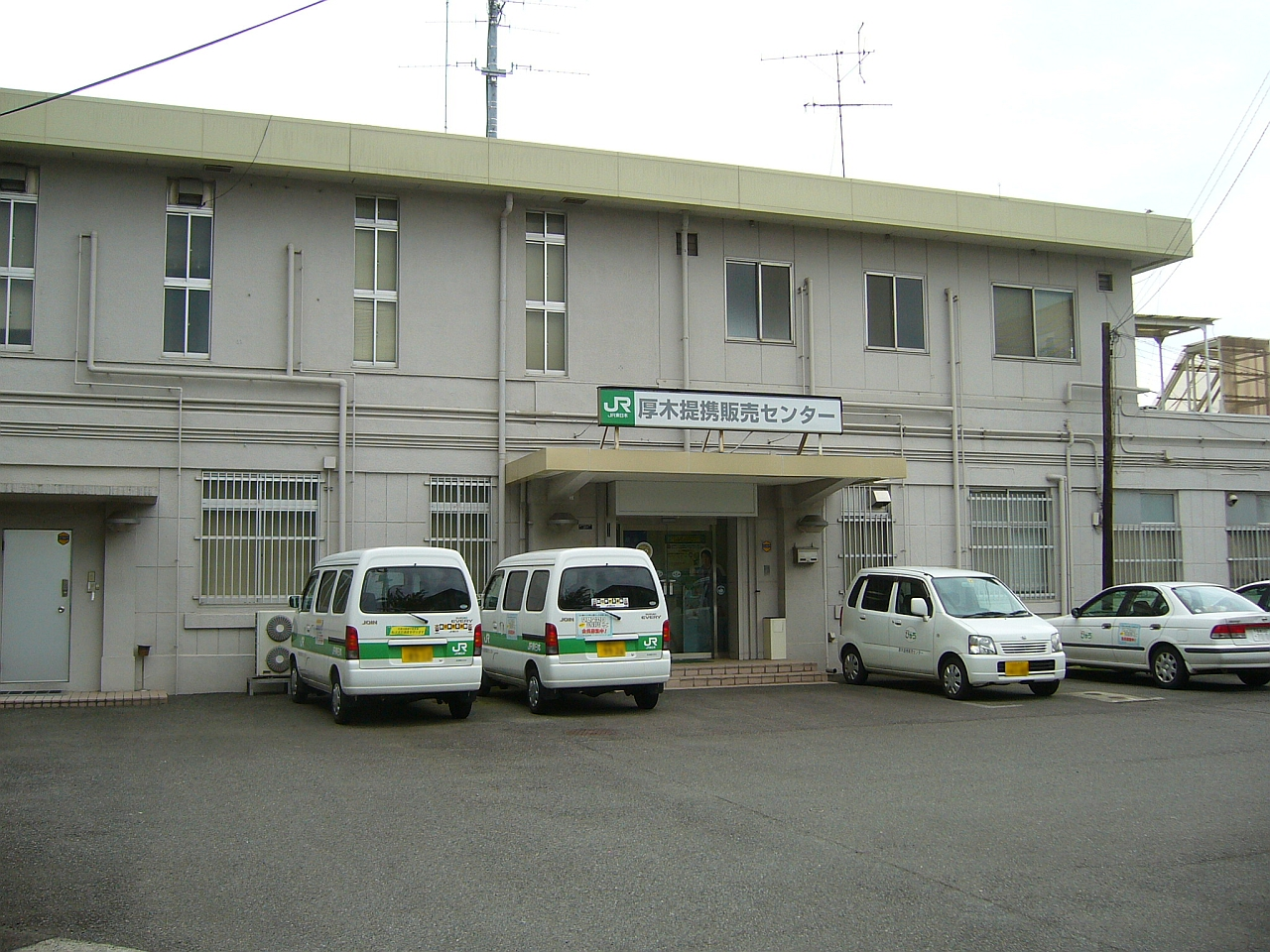
かつて厚木駅本屋に入居していた、法人向けの厚木提携販売センター。（2008年7月撮影）

基本的には駅構内に設置され、自社主催国内旅行商品（「びゅう」「TYO」）や自社後援海外旅行商品（「びゅうワールド」）の販売を行っている。また、旅行販売代理業として、ANAセールス（国内海外）、ビッグホリデー、ジャルパック（国内海外）、「ルックJTB」などのJTB系海外旅行各社、近畿日本ツーリストグループ（海外）、日本旅行（海外）などの商品も取り扱っている。ただし「ぷらっとこだまエコノミープラン」を含めジェイアール東海ツアーズ主催の各種商品は取り扱っていない。
なお、「みどりの窓口」と同等にJR券の購入も可能であったほか、旅行代理店として航空会社の発券端末を設置し、JAL・ANA系航空会社の航空券の発行も可能であったが、2011年に一部の店舗を除き国内航空券の取り扱いを中止した。（JAL/ANA系の航空機利用のパックツアーは取り扱っている）
1990年代にビッグホリデーとの業務提携により、同社と契約している中小の旅行代理店へ「びゅう国内旅行商品」の販売取次を行っている。また、2007年秋頃まではビッグホリデー子会社のコミュニティ・ネットワーク取扱いのコンサートチケットの販売を「チケットびゅう」の名称で行っていた。
1998年の「JR東日本アートセンターJR東日本アートセンター四季劇場［春］・JR東日本アートセンター四季劇場［秋］」こけら落とし公演より、劇団四季東京公演のチケットを、びゅうプラザで発売している。2007年度までは「JR東日本四季劇場予約センター」で電話予約をし、びゅうプラザで購入・受け渡しする制度が主流であったが、2008年4月より制度改定により、電話ではクレジットカード決済による自宅配送になった。JR東日本の専用座席枠で販売しているため、劇団四季の直販や他のプレイガイドで売切の場合でもJR東日本分では僅かに残っている場合が多い。なお、東京地区の四季専用劇場以外の公演（全国公演や名古屋・京都・大阪・福岡）は取扱いがない。
一部支社では「びゅうプラザ」のほかに国内旅行のみ取り扱う「駅旅行センター」（実質的に国内旅行のみ取り扱う「びゅうプラザ」と同じ）や「駅営業センター」（駅扱いで国内旅行を取り扱う）などを設置していた。
首都圏の一部支社では法人向け営業窓口として「提携販売センター」を設置しているが、JR券については個人での利用も可能である。

## びゅう国内旅行商品
主にJR東日本の鉄道を利用したパッケージツアー/フリープランであり、出発・目的地は関東地方・東北地方・甲信越地方・伊豆半島、北海道の範囲内、基本的に鉄道と宿泊がセットになっていた。なお、日帰りも設定されていた。
スキーシーズンには「JR SKISKI」等のキャンペーンと相まって、ガーラ湯沢スキー場をはじめとするJR東日本の新幹線沿線を中心としたスキー場への往復の交通とリフト券や宿泊がセットになった旅行商品を発売していた。
東京・横浜・鎌倉・東京ディズニーリゾート方面の旅行商品には「TYO」ブランドが設定されていた。
JR東日本の鉄道事業エリア外である北陸（主に「はくたか」利用）、京都・奈良・大阪・神戸（東海道新幹線利用）、北海道（函館・登別・札幌・小樽）への旅行商品も設定されていた（出発地は主に関東）。函館以北へのツアーは、往路または復路を航空機利用とするプランがあった。
千葉県内の支店ではジェフユナイテッド市原・千葉のアウェーゲーム観戦ツアーもびゅうが販売していた。観戦する地域に応じてジェイアールバス関東東関東支店所属の専用塗装バスが用いられる場合と、貸切列車が用いられる場合や、JR東日本の新幹線の指定席車両を一両丸ごとジェフの応援の為だけに貸し切る形で用いられる場合もあった。
パンフレットとなっている大半の旅行商品は、東京支社内に設置された「びゅう事業部」がプランの設計（いわゆるホールセラー）と企画を統括して担っており、首都圏において電話予約、インターネットえきねっとによるびゅう国内旅行商品の販売は、JR東日本の子会社びゅうトラベルサービスが行っていた。
国内の団体旅行の企画はJR東日本のシニア会員向け組織「大人の休日倶楽部」向けを中心にグループ会社であるびゅうトラベルサービスが展開している。このほか鉄道ファン向けの団体ツアーなども、インターネット限定という形で企画JR東日本、販売をびゅうトラベルサービスで行うケースがある。ジョイフルトレイン（団体列車）などを利用して各支社の旅行業課で支社の特色に応じた団体旅行を募集している場合もあった。

## びゅうワールド・びゅうトラベルサービス
JR東日本は東京都知事登録の第2種旅行業しか認められておらず、自社で海外旅行を主催することはできない。このため、1993年に子会社で日本航空との合弁会社である「株式会社びゅうワールド」（2006年10月1日に「株式会社びゅうトラベルサービス」へ商号変更）を設立し、同社が「びゅうワールド」ブランドとして海外旅行商品の企画主催を実施してきた。
しかし、2007年度からのJR東日本による組織改編に伴い、それまで総合旅行業を目指していた方針を転換。鉄道利用促進を目的とした商品設定・店舗づくりを目指すこととなったため、びゅうトラベル社の基幹事業として行ってきた「びゅうワールド」商品の企画・実施をジャルパックに移管し、びゅうトラベル社はびゅうプラザへの同商品の販売支援事業へ転換、国内旅行分野を大幅に拡大し、大人の休日倶楽部会員向け旅行事業、訪日旅行などへ事業展開することとなった。元々ジャルパックから旅行材料の仕入れを行うなど一定の関係が有ったが、2007年4月以降にびゅうプラザが販売する「びゅうワールド」商品は【企画実施：ジャルパック、受託販売・後援：東日本旅客鉄道】となっているほか、行き先もハワイ、グアム、韓国などへ方面が絞られており、パッケージツアー以外の大人の休日倶楽部会員向け海外旅行や鉄道関連の業務渡航等への展開が見られる。びゅうトラベル社は逆に、国内旅行分野でびゅう商品の通信販売、鉄道利用の団体旅行などを幅広く手掛け、訪日外国人旅行、「JR東日本訪日旅行センター」の運営などを行い事業領域を拡大した。
上記の理由から、主にターミナル駅以外の店舗では海外旅行商品の取扱いを廃止し、びゅう商品を中心に取り扱うこととなった。

## 店舗
2022年2月28日の新潟駅店の閉店をもって、全店舗が閉鎖された。

## びゅう商品券
「びゅうプラザ」・JR東日本の駅ビル・ジェイアール東日本商事通信販売（ビューカード会員向け）で発売しているJR東日本の商品券である。ビューカードに付随したサービスと思われがちだが、管轄は異なっており（カード事業は本社IT・Suica事業本部内カード事業部が行っていたが株式会社ビューカードとして分社化）、市中の加盟店に差異がある。
- 元々は「JR東日本旅行券」の名称であったが、これをJR東日本グループの駅ビル各社がそれぞれ発行していた商品券と統合し、1995年4月に発行開始した[注釈 1]。
- JR東日本・北海道旅客鉄道（JR北海道）の駅窓口やびゅうプラザで乗車券類や旅行商品の購入としての「旅行券」、市中の百貨店や家電量販店での「商品券」、JR東日本ホテルズでの「宿泊券」と多目的に使える。ただし、クレジットカード会社発行のギフトカードを取扱う大手スーパー各社では扱えないが、イオングループの各店舗では使用可能。
- 有効期限の設定はない。
- 2022年現在発行されている券種は2001年に券面をリニューアルした、500円券・1,000円券の2種類である。当初は5,000円券や10,000円券・20,000円券があったが、2022年現在は廃止。利用すること自体は可能。
- 乗車券類購入時や駅ビルで利用した場合の端数は釣り銭として払い出されない。
- 回数券や定期券購入にも使用することが可能であるが、自動券売機やえきねっとでは使用できない。